# جوناثان مينينديز
جوناثان دييغو مينينديز (بالإسبانية: Jonathan Diego Menéndez)‏ لاعب كرة قدم أرجنتيني لعب سابقاً في نادي الريان القطري.

## روابط خارجية
- جوناثان مينينديز على موقع الدوري الأمريكي (الإنجليزية)
- جوناثان مينينديز على موقع إي إس بي إن إف سي (الإنجليزية)
- جوناثان مينينديز على موقع قاعدة بيانات كرة القدم.إي يو (الإنجليزية)
- جوناثان مينينديز على موقع Soccerway.com (الإنجليزية)